# Gewellter Panzerwels
Der Gewellte Panzerwels (Gastrodermus undulatus, Synonym: Corydoras undulatus (lateinisch undulatus ‚mit Wellen versehen‘)) ist ein im Stromgebiet des unteren Río Paraná und den küstennahen Flüssen des südöstlichen Brasilien beheimateter Süßwasserfisch.

## Merkmale
Weibliche Gewellte Panzerwelse erreichen eine Maximalgröße von 5 cm, Männchen bleiben kleiner und sind schlanker. Der Gewellte Panzerwels hat eine typische Panzerwelsgestalt, ist aber gestreckter als die meisten anderen Arten. Er hat eine gelbliche bis olivbräunliche Grundfärbung. Die Seiten werden von zahlreichen dunklen Punkten und Flecken gemustert, die sich vor allem auf der Seitenmitte zu wellenförmigen Linien vereinen. Dazwischen befinden sich goldfarbene Punkte. Auch die Kiemendeckel sind mit wellenförmigen Linien gemustert. Der Bauch ist ockerfarben. Die Flossen sind transparent und zeigen einige dunkle Punkt- oder Strichreihen. Die obere Knochenplattenreihe an den Körperseiten zählt 21 bis 23 Platten, die untere 19 bis 20. Männchen sollen eine Rückenflosse mit schwarzer Spitze haben.
- Flossenformel: Dorsale I/7, Anale I/6–7.

Gewellte Panzerwelse ernähren sich von Würmern, kleinen Krebstieren, Insekten und pflanzlichem Material.

## Systematik
Der Gewellte Panzerwels gehörte zur Gruppe der Corydoras elegans-Artengruppe, die seit Juni 2024 in die Gattung Gastrodermus gestellt wird.